# Una mujer de París
Una mujer de París (A Woman of Paris) es una película muda de 1923 escrita y dirigida por Charlie Chaplin. 
Fue la primera película que dirigió Chaplin sin actuar, lo que podría explicar que no hiciera la recaudación de taquilla habitual en las de este cineasta, porque el público no se imaginara una película suya sin él. Se rumorea, no obstante, que representa a un mensajero (del que no se ve el rostro) que deja un paquete en una escena del filme.
La actriz principal es la estrella de oro de Chaplin por entonces: la joven Edna Purviance, en el último trabajo que hizo para él.
La película es conocida también como A Woman of Paris: A Drama of Fate (Una mujer de París: un drama del destino). 

## Argumento
Una joven, Marie St. Clair (Edna Purviance), y su novio, Jean Millet (Carl Miller), habitantes de una aldea francesa que desean trasladarse a París para casarse. 
El día en que tienen prevista la partida, enferma el padre de él, que no puede acudir a la estación de tren; sin que ella conozca los motivos de la ausencia, parte a París sin su prometido. 
Un año después, ella se ha hecho amante de un hombre rico: Pierre Revel. 
Un día es invitada a una fiesta, pero se equivoca de dirección y se topa con Jean, que es pintor, y le pide que le deje pintarle un retrato. Le cuenta además que su padre había muerto, lo que le impidió emprender el viaje, y declara su amor por ella. 
Después, Marie oye una conversación de Jean con su madre, a la que afirma no querer casarse con Marie. Ella vuelve con Pierre, y Jean, al enterarse, se suicida. 
Marie regresa al campo y vive con la madre de Jean, cuidando huérfanos. 
Un día, montada en una carreta, se cruza en un camino con un coche en el que viaja Pierre, que no la ve y le cuenta a un acompañante que nada ha vuelto a saber de Marie.

## Reparto
- Edna Purviance: Marie St. Clair.

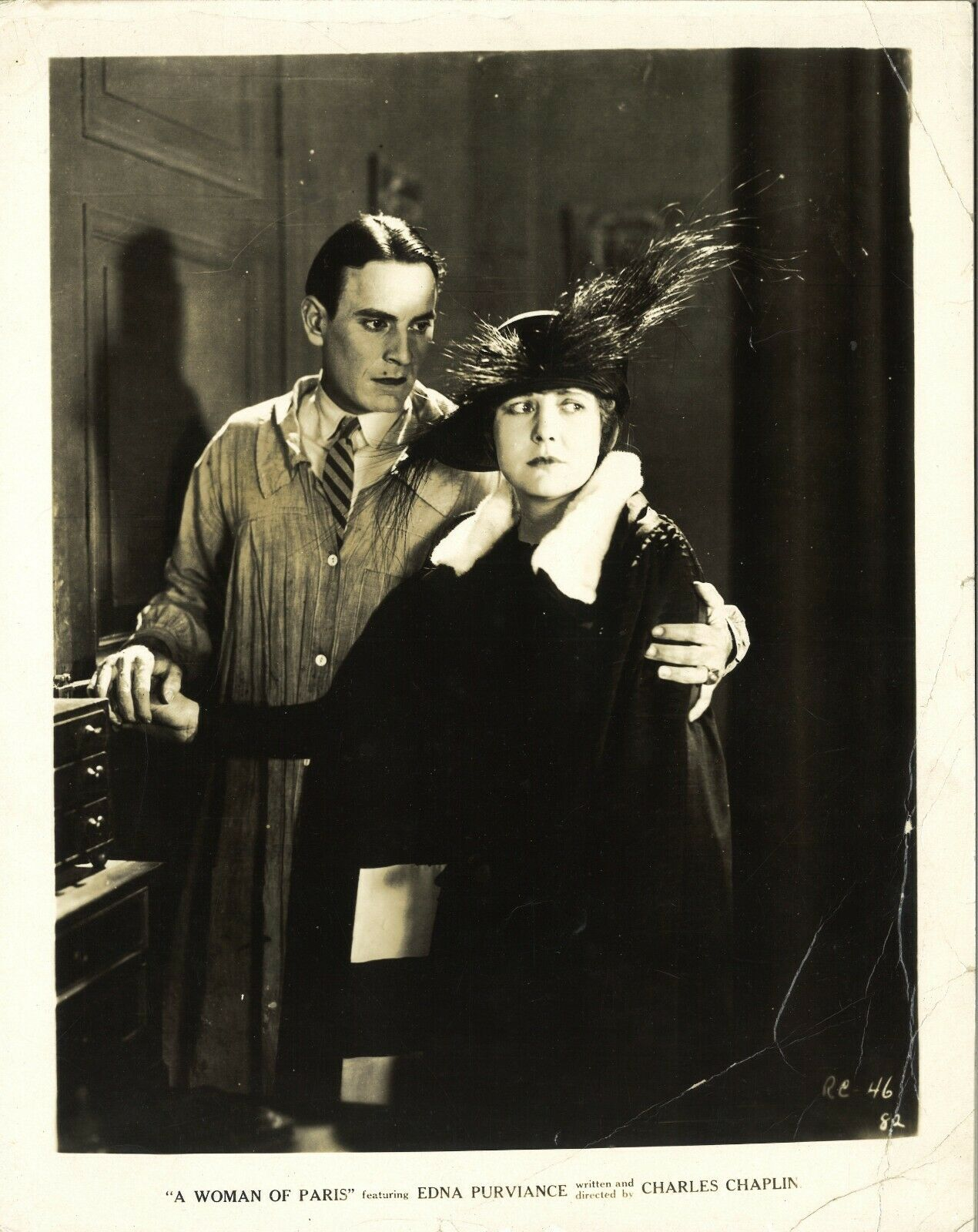
Carl Miller y Edna Purviance en la imagen de una lámina publicitaria.

- Clarence Geldart: el padre de Marie.
- Carl Miller:[1] Jean Millet.
- Lydia Knott:[2] la madre de Jean.
- Charles K. French: el padre de Jean.
- Adolphe Menjou: Pierre Revel.
- Betty Morrissey:[3] Fifi.
- Malvina Polo[4] Paulette.
- Henry Bergman (sin acreditar): el encargado.
- Charles Chaplin (s. a.): un mandadero.